# Каракульна вулиця (Житомир)
Вулиця Каракульна — вулиця у Богунському районі міста Житомира. Назва як вулиці, так і місцевості походить від прізвища власника тутешніх земель — штаб-ротмістра Каракуліна. 

## Розташування
Розташована в історичних місцевостях Кокоричанка, Каракулі. Розпочинається на перехресті з вулицею Перемоги. Прямує на захід, перетинаючи провулок 1-й Винокурний. Закінчується кутком за ним же. До Каракульної вулиці прилучаються також вулиця Котляревського, провулок Безименського, провулки 1-й та 2-й Каракульні.
Протяжність вулиці становить приблизно 750 м.
Вулиця заасфальтована. Хідники не облаштовані.
Забудова вулиці — житлова садибна. Сформувалася протягом XIX ст.

## Історія
Вулиця виникла на початку ХІХ століття як основоутворююча хутору, відомого тоді за подвійною назвою Каричанка — Каракуліна. Вулиця формувалася у першій половині ХІХ століття. Вулицю, як і хутір в цілому, оселяли переважно старообрядці-безпоповці, які упродовж ХІХ століття забудовували її власними садибами.
Перлиною вулиці Каракульної є пам'ятка архітектури місцевого значення — дерев'яна церква Покрова Святої Богородиці яка з'явилася на даній вулиці у вигляді молитовні ще у 1825 році, а у 1870-х набула нинішнього вигляду (1914 року прибудована кам'яна дзвіниця заввишки 20 м). У 1906—1908 роках на Каракульній вулиці будується школа для дітей старообрядців (нинішня вечірня школа № 1).
До початку Першої світової війни вулиця сформувалася у нинішньому вигляді та межах. 
Нащадки старообрядницьких родів і досі проживають на вулиці Каракульній.